# Saint-Jean (Haute-Garonne)
Saint-Jean is een gemeente in het Franse departement Haute-Garonne (regio Occitanie). De oppervlakte bedraagt 5,94 km², de bevolkingsdichtheid is 1515 inwoners per km². Saint-Jean telde op 1 januari 2022 11.239 inwoners.

## Geografie
De oppervlakte van Saint-Jean bedroeg op 1 januari 2022 5,94 vierkante kilometer; de bevolkingsdichtheid was toen 1.892,1 inwoners per km².

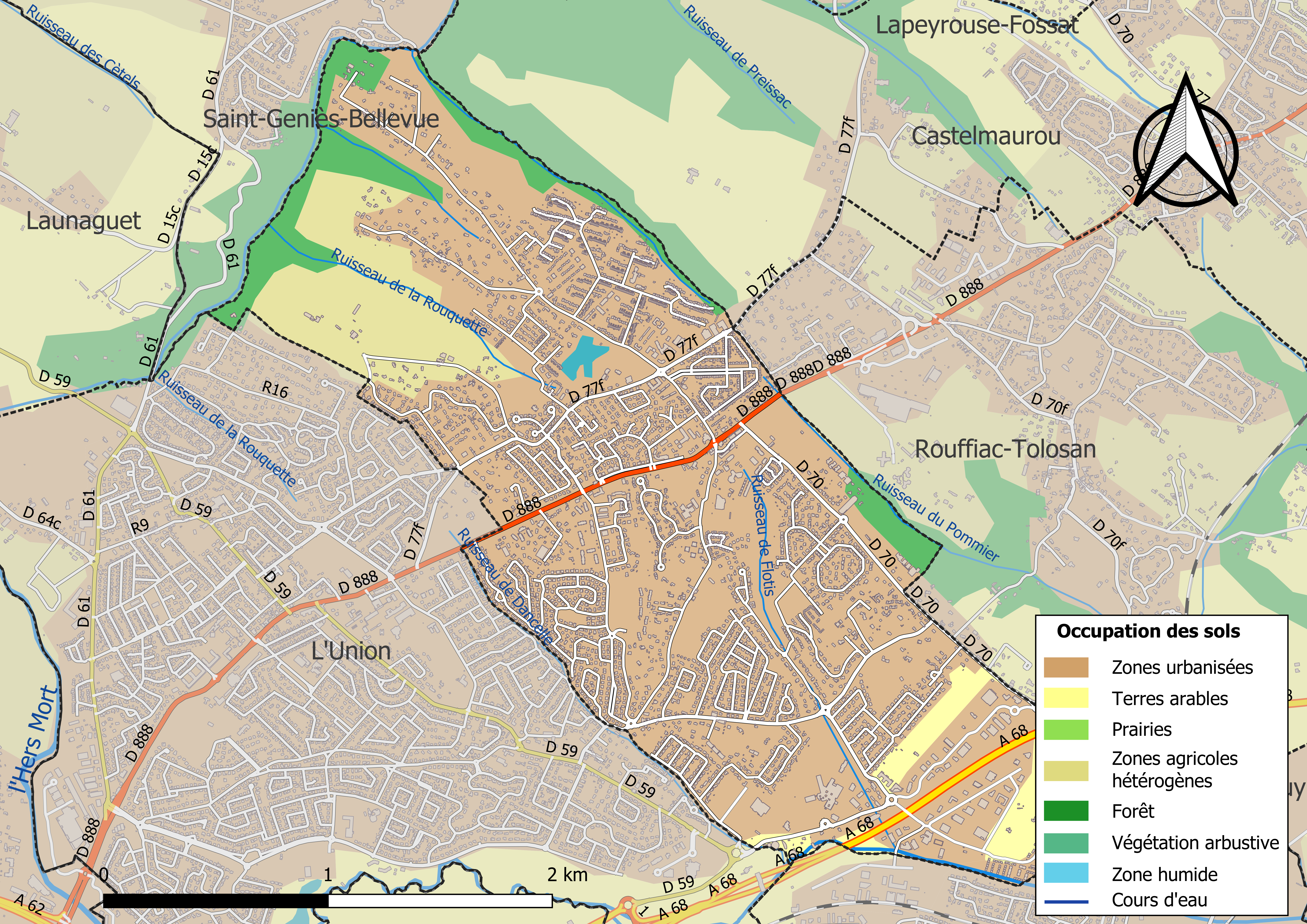
Kaart van de gemeente met belangrijkste infrastructuur, bodemgebruik en omliggende gemeenten

## Demografie
De figuur toont het verloop van het inwonertal (bron: INSEE-tellingen).